# Martha Méndez
Martha Méndez (* 5. Mai 2000) ist eine dominikanische Leichtathletin, die sich auf den Sprint spezialisiert hat.

## Sportliche Laufbahn
Erste internationale Erfahrungen sammelte Martha Méndez im Jahr 2017, als sie bei den U18-Weltmeisterschaften in Nairobi in 12,06 s den achten Platz im 100-Meter-Lauf belegte. 2019 schied sie bei den U20-Panamerikameisterschaften in San José mit 11,72 s im Vorlauf über 100 Meter aus und kam auch über 200 Meter mit 23,98 s nicht über die Vorrunde hinaus. Zudem belegte sie mit der dominikanischen 4-mal-100-Meter-Staffel in 45,49 s den fünften Platz und gelangte mit der 4-mal-400-Meter-Staffel mit 3:40,39 min auf Rang sechs. 2022 schied sie bei den Ibero-Amerikanischen Meisterschaften in La Nucia mit 11,58 s im Vorlauf über 100 Meter aus und belegte in 24,33 s den achten Platz im 200-Meter-Lauf. Zudem siegte sie in 43,81 s in der 4-mal-100-Meter-Staffel. Anschließend belegte sie bei den U23-Karibikspielen in Guadeloupe in 11,74 s den sechsten Platz über 100 Meter und gewann mit der Staffel in 46,21 s die Bronzemedaille hinter den Teams aus Trinidad und Tobago und Kuba. Im Jahr darauf schied sie bei den Zentralamerika- und Karibikspielen in San Salvador mit 11,82 s im Vorlauf über 100 Meter aus und verpasste auch über 200 Meter mit 24,57 s den Finaleinzug. Anfang November kam sie bei den Panamerikanischen Spielen in Santiago de Chile im Vorlauf über 200 Meter nicht ins Ziel und gewann mit der Staffel in 44,32 s gemeinsam mit Liranyi Alonso, Marileidy Paulino und Anabel Medina die Bronzemedaille hinter den Teams aus Kuba und Chile.

## Persönliche Bestzeiten
- 100 Meter: 11,58 s (+1,7 m/s), 20. Mai 2022 in La Nucia
- 200 Meter: 23,35 s (+1,4 m/s), 5. März 2023 in Quito